# 史蒂文·朗西曼
詹姆斯·科克伦·史蒂文森·朗西曼爵士，CH、FBA（英语：Sir James Cochran Stevenson Runciman；1903年7月7日—2000年11月1日），通称史蒂文·朗西曼（Steven Runciman），是一位英国历史学者，研究范围包括拜占庭帝国及其相关国家历史、十字军东征史乃至沙捞越史，他最著名的作品是三卷本的《十字军史》（1951-54年出版）。
他的《十字军史》有着深远的影响，一定程度上塑造了人们对于十字军东征的一般认识，即消极地看待十字军而积极看待穆斯林。而且朗西曼强烈地喜爱拜占庭帝国，导致他在写到第四次十字军东征时带有明显的偏见。老一代的研究十字军的学者称赞他善于讲故事、较好地运用了散文文体，但部分当代的研究者认为他的偏见过多。

## 生平
史蒂文出生于诺森伯兰郡，父亲名叫沃尔特·朗西曼，1937年受封为多克斯福德的朗西曼子爵，在议会中任职多年，且在慕尼黑阴谋中发挥了重要作用；母亲名叫希尔达·朗西曼，二人都曾出任自由党下议院议员，也是第一对同时在议会任职的已婚夫妇，史蒂文是他们的次子。他的祖父也叫沃尔特·朗西曼，是位航运巨头。他的名字“詹姆斯·科克伦·史蒂文森”取自他的外祖父詹姆斯·科克伦·史蒂文森，后者曾任南希尔兹选区议员。

### 教育
据说他五岁就开始学习希腊文和拉丁文，后来长大成人后，又掌握了许多种语言，他在写作地中海东部历史时，除了使用拉丁文、希腊文及西欧现代语言外，还查阅了阿拉伯语、土耳其语、波斯语、希伯来语、叙利亚语、亚美尼亚语和格鲁吉亚语的资料。他在伊顿公学求学，获得了国王奖学金，与乔治·奥威尔是同窗，二人也是很好的朋友；在伊顿，二人都在阿道司·赫胥黎的指导下学习法语。
1921年，朗西曼进入剑桥大学三一学院学习历史，师从历史学家约翰·巴格内尔·伯里，他后来虚假地声称自己是伯里的“第一个也是唯一一个学生”，退隐的伯里本不想接受这个学生，但朗西曼提到自己能阅读俄语资料，伯里就给了他一堆保加利亚语文章让他编辑，二人的师生关系也就此开始。1927年，他因拜占庭帝国研究获得了三一学院的研究经费。

### 历史学生涯
1932-38年，他在三一学院任讲师，英国著名苏联间谍，叛逃至苏联的盖伊·伯吉斯及拜占庭学者唐纳德·尼科尔都曾受教于他。
之后，朗西曼从祖父那里获得了一大笔遗产，于是于1938年放弃了研究经费，开始四处旅行，到过中国、希腊、巴勒斯坦、泰国、埃及等地。在他余生的大多数时间中，他都是个独立学者，靠私人手段谋生。1940年，他成为英国驻保加利亚公使馆的新闻专员，1941年，在英国驻埃及大使馆任相同职务。1942-1945年，他在土耳其伊斯坦布尔大学任拜占庭历史与艺术教授，在该校，他开始研究十字军东征，几年后，于1951、1952及1954年分三卷出版了他的名作《十字军史》。1945-1947年，他他又担任英国文化协会驻雅典代表，1951-1967年，任盎格鲁-希腊联盟董事。
著作中，朗西曼表达了对拜占庭帝国的同情，指责十字军在第四次十字军东征中攻占君士坦丁堡的行径，称他们是“毫无宽容之心的野蛮人”，即使刚刚经历了第二次世界大战，他仍称第四次十字军东征是“人类史上最大的恶行”。
朗西曼的大部分历史著作都涉及拜占庭帝国及其近邻，中世纪的西西里和叙利亚。而1960年出版的《白人罗阇》（The White Rajahs）是个例外，这本书讲述了詹姆斯·布鲁克1841年殖民沙捞越，成为罗阇，其后人统治沙捞越直至1946年的故事。

### 晚年生活
1987年，英国第四频道制作了他的口述自传《史蒂文·朗西曼爵士：通往东方之桥》（Sir Steven Runciman: Bridge To The East），获得好评。1991年，他撰写了回忆录《一个旅行者的A至Z：部分回忆》（A traveller's alphabet : partial memoirs）。2000年11月1日，他在沃里克郡拉德威去世，享年97岁。同年早些时候，他曾访问阿索斯山，见证一座位于卡里埃的塔楼的揭幕式，正是由于他的金钱援助，这座塔楼才得以修复。去世后，他的4000多卷图书收藏捐赠给了圣安德鲁大学图书馆。
2017年，作家米诺·丁肖（Minoo Dinshaw）出版了一部朗西曼的传记，名为《古怪骑士——斯蒂芬·朗西曼的拜占庭人生》（Outlandish knight - the byzantine life of steven runciman），介绍了他一生的经历。

## 个人生活
个人生活中，朗西曼是个老式的英国怪人，他是个美学爱好者、善于讲故事的人、神秘主义爱好者、收藏家。伊顿公学的历史教师安德鲁·罗宾逊（Andrew Robinson）曾说：“他（朗西曼）曾与溥仪弹钢琴二重奏，曾给埃及国王福阿德讲塔罗牌，曾在伊斯坦布尔佩拉宫酒店差点被德国人炸死，又在拉斯维加斯老虎机上两次中大奖。”1991年，他曾在苏格兰国家美术馆办过爱德华·利尔的水彩画展，展品都是他自己的收藏。
关于朗西曼与神秘主义，乔治·奥威尔的传记作者戈登·鲍克曾讲过一个故事：乔治·奥威尔在伊顿公学上学时与朗西曼是好朋友，两人都对神秘学感兴趣，当时他们都讨厌一个名叫菲利普·约克（Phillip Yorke）的高年级学生，于是用蜡烛的蜡做了一个约克模样的巫毒娃娃，并折断了娃娃的一条腿。奇怪的是，不久之后约克就摔断了腿，后死于白血病。这件事很快在学校中不胫而走，越传越神，同学们都把奥威尔和朗西曼看作需要提防的怪人。
朗西曼是同性恋，终身未婚，没有子女，几乎没有证据可以证明他有长期情人，但朗西曼曾向朋友讲过：“我有一种类似妓女的气质，所以不用担心感情问题。”。不过，朗西曼还是相当谨慎地对待自己的性取向，这可能与他的宗教思想有关。他也觉得性取向可能会影响自己的事业，马克斯·马洛温称，朗西曼曾说他觉得他的生活因同性恋而失败了。

## 评价与影响
著名十字军学者乔纳森·莱利-史密斯对朗西曼在十字军方面的贡献表示赞赏。朗西曼曾在公开采访中亲口对他说自己“不是历史学家，而是文学作家”。
牛津大学十字军史教授克里斯托弗·泰尔曼表示，朗西曼的作品“在整个英语世界仍然是人们对十字军的流行看法的主要来源，在印刷品、电影、电视与互联网上都很明显”。
爱德华·彼得斯（Edward Peters）于2011年表示，朗西曼的三卷本十字军史“立即成为了此方面英语著作中最受欢迎、最有名的单一作者作品”
约翰·M·里德尔于2008年表示，在20世纪的多数时候，朗西曼都是“最伟大的十字军史学者”，他认为“在朗西曼之前，20世纪初，史学家认为十字军是基督教反击伊斯兰教的理想主义尝试，朗西曼却将其描述为野蛮人入侵优越文明，指的是拜占庭文明而不是穆斯林文明”。

美国十字军学者托马斯·F·马登于2005年强调了朗西曼的风格与观点的影响：
毫不夸张地说你，朗西曼一手塑造了当前流行的对十字军的看法。这有两重原因，首先他是一个博学的人，对编年史资料了如指掌；其次，但也许更重要的原因是他的文笔很好。朗西曼描绘的十字军画卷部分归功于当时的学术成果，但沃尔特·司各特的影响更大。纵观他的作品，朗西曼把十字军战士看作摧毁东方的发达文明以求救赎的野蛮人或傻瓜。在他提出的著名“总结”中，他认为“所谓圣战只是以上帝之名掩盖的长期不容忍行动，本身就是在圣灵前的犯罪”。
马克·K·沃恩（Mark K. Vaughn）于2007年表示：“朗西曼的三卷本十字军史仍是学术比较的首要标准”，但他也说泰尔曼曾说“准确地说，尽管有些傲慢，但朗西曼的作品已经过时，并有严重缺陷”。泰尔曼本人则说：“如果我要用哐当的电脑键盘与朗西曼既是宝剑，又是画刷的妙笔相竞争，未免太过愚蠢狂妄，无论多厚重的一卷书，都无法比得上他的三卷本的广度、深度与优雅”。

## 荣誉
- 1984年受封为爵士（下级勋位爵士），被授予名誉勋位[23][24]，1957年被选为英国学术院院士[25]。
- 希腊米斯特拉斯、保加利亚索菲亚均有街道以他的名字命名[26]。

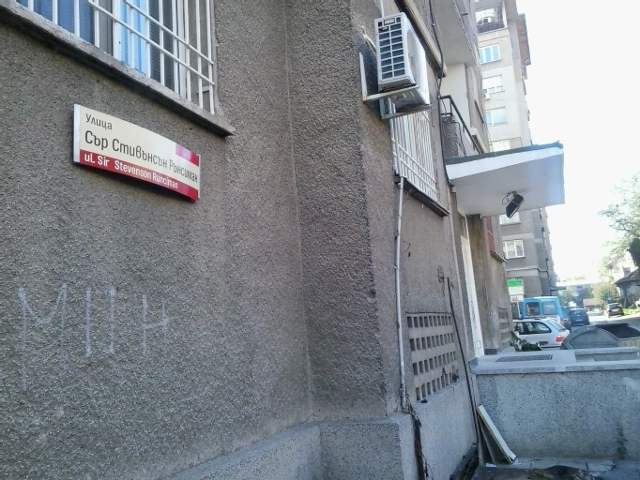
保加利亚索菲亚的史蒂芬森·朗西曼爵士街

- 1961年，希腊凤凰勋章（司令级）[7]

## 著作
- Runciman, Steven.  1. Cambridge: Cambridge University Press. 1929  [2022-01-06]. ISBN 9780521061643. （原始内容存档于2022-01-06）.
- Runciman, Steven. . London: G. Bell & Sons. 1930  [2022-01-06]. （原始内容存档于2021-04-27）.
- Runciman, Steven. . Edward Arnold & Co. 1933.
- Runciman, Steven. . Cambridge University Press. 1947  [2022-01-06]. ISBN 9780521061667. （原始内容存档于2022-04-11）.
- A History of the Crusades: Volume 1, The First Crusade and the Foundation of the Kingdom of Jerusalem (Cambridge University Press 1951)
- A History of the Crusades: Volume 2, The Kingdom of Jerusalem and the Frankish East (Cambridge University Press 1952)
- A History of the Crusades: Volume 3, The Kingdom of Acre and the Later Crusades (CUP) (1954)
- The Eastern Schism: A Study of the Papacy and the Eastern Churches during the XIth and XIIth Centuries  (1955)
- The Sicilian Vespers: A History of the Mediterranean World in the Later Thirteenth Century (1958)
- Runciman, Steven. . Cambridge: Cambridge University Press. 1960.
- The Fall of Constantinople 1453 (1965)
- Runciman, Steven.  1. Cambridge: Cambridge University Press. 1968  [2022-01-06]. ISBN 9780521071888. （原始内容存档于2021-07-02）.
- The Last Byzantine Renaissance (1970)
- The Orthodox Churches and the Secular State (1972)
- Sir Steven Runciman. "The Empress Irene." Conspectus of History 1.1 (1974): 1–11.
- Byzantine Style and Civilization  (1975)
- Sir Steven Runciman. "Balkan Cities—Yesterday and Today." Conspectus of History 1.4 (1977): 1–12.
- Runciman, Steven. . Cambridge: Cambridge University Press. 1977. ISBN 9780511562334.
- Mistra: Byzantine Capital of the Peloponnese (1980) (2009 reprint: The Lost Capital of Byzantium: The History of Mistra and the Peloponnese; New foreword by John Freely.)（斯蒂文·朗西曼. . 谭琦翻译. 北京: 社会科学文献出版社. 2020. ISBN 9787520163118.）
- Runciman, Steven. . Cambridge: Cambridge University Press. 1980  [2022-01-06]. ISBN 9780521232555. （原始内容存档于2022-03-20）. (Abridged edition)
- Runciman, Steven. . London: Thames and Hudson. 1991. ISBN 9780500015049.

## 引用
1. ↑  Andrea & Holt 2015，第22, 23頁.
2. ↑  . The Daily Telegraph. 17 September 2006  [3 January 2016]. （原始内容存档于2022-01-07）.
3. 1 2 3 4 5 6 7  Hill, Rosemary. . London Review of Books. 20 October 2016  [22 October 2016]. （原始内容存档于2019-10-12）.
4. 1 2  . www.st-andrews.ac.uk.   [2021-03-21]. （原始内容存档于2022-01-06） （英语）.
5. ↑  The Last interview with the Great Byzantologist Sir Steven Runciman （页面存档备份，存于）, impantokratoros.gr. Retrieved on 10 April 2017.
6. 1 2  Pace, Eric. . The New York Times. 2000-11-03  [2021-03-21]. ISSN 0362-4331. （原始内容存档于2022-03-19） （美国英语）.
7. 1 2 3 4 5 6 7  Clive, Nigel. . the Guardian. 2000-11-03  [2021-03-21]. （原始内容存档于2022-01-07） （英语）.
8. 1 2  . www.newstatesman.com.   [7 February 2019]. （原始内容存档于2022-01-06）.
9. ↑  Eric Pace. . The New York Times. 3 November 2000  [10 July 2016]. （原始内容存档于2022-03-19）.
10. ↑  THE LAST INTERVIEW WITH THE GREAT BYZANTOLOGIST SIR STEVEN RUNCIMAN FOR THE MAGAZINE “PEMPTOUSIA” (Issue 4, DEC. 2000 - MAR. 2001) （页面存档备份，存于） at the Holy Monastery of Pantocrator of Melissochori's website
11. ↑  . www.ft.com.   [2021-03-21]. （原始内容存档于2022-01-07）.
12. ↑  . web.archive.org. 2019-05-29  [2021-03-21]. 原始内容存档于2019-05-29.
13. ↑  Minoo Dinshaw, Outlandish Knight: The Byzantine Life of Steven Runciman, 2017
14. ↑  Damien Peters. . Taylor & Francis. 2017: 66  [2022-01-06]. ISBN 9781351353106. （原始内容存档于2022-03-21）.
15. ↑  . Ignatius Insight.   [3 January 2016]. （原始内容存档于2021-10-07）.
16. ↑  Andrea & Holt 2015，第xxii頁.
17. ↑  Andrea & Holt 2015，第xxiii頁.
18. ↑  Edward Peters. . University of Pennsylvania Press. 2011: 314  [2022-01-06]. ISBN 978-0812204728. （原始内容存档于2022-01-06）.
19. ↑  John M Riddle. . Rowman & Littlefield Publishing Group, Incorporated. 2008: 315  [2022-01-06]. ISBN 9780742554092. （原始内容存档于2013-12-06）.
20. ↑  Thomas F Madden. . Rowman & Littlefield. 2005: 216  [2022-01-06]. ISBN 9780742538221. （原始内容存档于2013-12-04）.
21. ↑  Mark K. Vaughn, review of Tyerman, God's War: A New History of the Crusades, in Naval War College Review (2007), 60#2, p. 159
22. ↑  Madden, Thomas F. . First Things. 11 September 2001  [20 February 2014]. （原始内容存档于12 November 2013）.
23. ↑  . 倫敦憲報 (Supplement). 31 December 1957.
24. ↑  . 倫敦憲報 (Supplement). 30 December 1983.
25. ↑  Nigel Clive. . The Guardian. 2 November 2000  [11 September 2014]. （原始内容存档于2022-01-07）.
26. ↑  . The Telegraph. 2 November 2000  [10 July 2016]. （原始内容存档于2022-03-12）.